# Bogda
Bogda là một xã thuộc hạt Timiș, România. Dân số thời điểm năm 2002 là 470 người.